# Principato di Salm
Il Principato di Salm fu uno Stato tedesco del Sacro Romano Impero.

## Principato di Salm o Salm-Salm dal 1623 al 1793
Originariamente, Salm-Salm era un piccolo Stato del Sacro Romano Impero posto nella regione del Renania-Palatinato. Esso venne creato dalla divisione del Salm-Dhaun nel 1574, e venne elevato da contea a principato nel 1739 dopo essere stato ereditato e rinominato dal conte Nicola Leopoldo di Salm-Hoogstraten. Nel 1608 Salm-Salm venne diviso fra la contea dello stesso nome e il Salm-Neuweiler. Nel 1623 i suoi sovrani divengono principi dell'impero, ereditando anche i titoli della linea dei conti di Dhaun (1634). Si estinguono nel 1738 con il principe Luigi Ottone, le cui figlie, sposando entrambe (essendo rimasto vedovo sposa la cognata) il conte Nicola Leopoldo di Salm-Neufviller e duca di Hoogstraeten, portano in dote lo Stato con la contea imperiale di Anholt. Dal 1751 è elevato a principato di Salm-Salm con capitale Senones, sede di una famosa abbazia nullius di cui i Salm esercitavano l'avvocazia dal medioevo. Nel 1793 Salm-Salm divenne una repubblica e fu annesso alla Francia, allora il principe Costantino Alessandro Giuseppe si ritirò a regnare solo su Anholt, mantenendo il voto al Reichstag come legittimo principe di Salm-Salm fino al 1801, quando con la pace con la Francia viene riconosciuta la perdita di tutti i suoi possessi insieme a quelli delle altre linee della famiglia.

## Principato di Salm dal 1802 al 1811
Il principato di Salm è stato uno stato nell'estremo ovest della Vestfalia dal 30 ottobre 1802 al 28 febbraio 1811. Come condominio, era sotto il dominio congiunto delle casate principesche di Salm-Salm e Salm-Kyrburg, del principe Costantino di Salm-Salm e del minorenne principe Federico IV di Salm-Kyrburg. Il territorio nazionale coincideva più o meno con l'odierno distretto di Borken, ma in parte andava oltre e comprendeva aree degli attuali distretti di Wesel e Recklinghausen. A nord dei centri storici di Dorsten e Marl vicino a Lembeck e Lippramsdorf arrivava fino al fiume Lippe. La capitale (sede del governo) era Bocholt. Le città di residenza erano Anholt (Salm-Salm) e Ahaus (Salm-Kyrburg).